# Nycteris
Nycteris és un gènere de ratpenats de la família dels nictèrids que viuen a l'est de Malàisia, Indonèsia i Àfrica.

## Descripció
- Mida petita: entre 4 i 8 cm de llargària total.
- Pelatge de color gris, marró o rogenc.
- Orelles grosses.
- La cua acaba amb forma de te i està formada per teixit cartilaginós[1]

## Reproducció
Tenen una o dues cries per any.

## Alimentació
Mengen insectes i altres invertebrats com a aranyes i petits escorpins. N'hi ha una espècie (Nycteris grandis) que caça vertebrats com ara granotes i ocellets.

## Hàbitat
Viuen en petites colònies en coves, arbres i edificis.

## Taxonomia
- Nicteri de Bates (Nycteris arge)
- Nycteris aurita
- Nicteri de Gàmbia (Nycteris gambiensi)
- Nicteri gros (Nycteris grandis)
- Nicteri pilós (Nycteris hispida)
  - Nycteris hispida hispida
  - Nycteris hispida pallida
- Nicteri de Libèria (Nycteris intermedia)
- Nicteri de Java (Nycteris javanica)
- Nicteri de Dobson (Nycteris macrotis)
  - Nycteris macrotis aethiopica
  - Nycteris macrotis macrotis
  - Nycteris macrotis luteola
- Nicteri de Madagascar (Nycteris madagascariensis)
- Nicteri de Ja (Nycteris major)
  - Nycteris major avakubia
  - Nycteris major major
- Nicteri nan (Nycteris nana)
  - Nycteris nana nana
  - Nycteris nana tristis
- Nycteris parisii
- Nicteri d'Egipte (Nycteris thebaica)
  - Nycteris thebaica adana
  - Nycteris thebaica albiventer
  - Nycteris thebaica capensis
  - Nycteris thebaica damarensis
  - Nycteris thebaica najdiya
  - Nycteris thebaica thebaica
- Nicteri de Tenasserim (Nycteris tragata)
- Nicteri de Vinson (Nycteris vinsoni)
- Nicteri de Wood (Nycteris woodi)[3]